# Дрю Рой
Дрю Рой (англ. Drew Roy, *16 травня 1986, Клентон, Алабама, США) — американський актор, відомий роллю Тревіса Бенджаміна в багатосерійному телесеріалі «Лінкольн-Хайтс» і по серіалу «Ханна Монтана».

## Біографія
Дрю народився 16 травня 1986 а в невеликому місті Клентон, штат Алабама, розташованого в південно-східному регіоні США. Разом зі своїми приятелями він переїхав в Лос-Анджелес, щоб почати акторську кар'єру. «Я завжди мріяв стати доктором, — як сам Дрю неодноразово заявляв. — Але разом зі своїми друзями вирушив підкорювати Голлівуд».

## Кар'єра
Актор дебютував в 2006 році, зігравши роль у фільмі «Прокляття смерті пірата». Сюжет фільму заснований на тому, як група молодих людей, учнів одного з коледжів, вирішує відшукати скарби піратів, які до цих пір не були знайдені. Після цього в 2007 році Дрю зіграв роль другого плану у фільмі «Мить ока», а в 2009 році у фільмі «Тег». У тому ж 2009 році він отримав роль Гріффіна, бойфренда Карлі, в телесеріалі «iCarly». У 2010 році зіграв епізодичну роль в телесеріалі «Ханна Монтана».
У 2010 році у фільмі «Літо в Коста-Риці» у Роя також була епізодичну роль. Це комедія про молодого серфінгіста, постійно шукаючому різні пригоди, який разом з друзями вирушає в Коста-Рику на серйозне завдання. У фільмі «Одне бажання», що вийшов також в 2010 році, Дрю зіграв головну роль. У тому ж році актор знявся в спортивній драмі «Чемпіон» режисера Рендалла Уоллеса. 
З 2011 року знімається в серіалі «Небеса, що падають» в ролі Хела Мейсона.

## Фільмографія
| Рік       | Назва                   | Оригінальна назва     | Роль             |
| --------- | ----------------------- | --------------------- | ---------------- |
| 2006      | Прокляття смерті пірата | Curse of Pirate Death | хлопець          |
| 2007      | Мить ока                | Blink                 | Джефф            |
| 2007      | Університет             | Greek                 | Омега Чі         |
| 2009      | Тег                     | Tag                   | Джош             |
| 2009      | Лінкольн-Хайтс          | Lincoln Heights       | Тревіс Бенджамін |
| 2009-2010 | iCarly                  | iCarly                | Гріффін          |
| 2009-2011 | Ханна Монтана           | Hannah Montana        | Джессі           |
| 2010      | Одне бажання            | One Wish              | Мітч             |
| 2010      | Літо в Коста-Риці       | Costa Rican Summer    | Дубі             |
| 2010      | Чемпіон                 | Secretariat           | Сет Хенкок       |
| 2011-2014 | Небеса, що падають      | Falling Skies         | Хел Мейсон       |